# A háború császára
A háború császára (eredeti cím: Emperor) 2012-ben bemutatott amerikai-japán második világháborús film, melyet Peter Webber rendezett. A főszerepben Tommy Lee Jones és Matthew Fox, mint Douglas MacArthur tábornok és Bonner Fellers dandártábornok.
Világpremierje 2012. szeptember 14.-én volt a Torontói Nemzetközi Filmfesztiválon, majd 2013. március 8-án mutatták be az Amerikai Egyesült Államokban, Magyarországon október 10-én az ADS Service forgalmazásában.
A film általánosságban vegyes kritikákat kapott az értékelőktől, a Rotten Tomatoeson 86 értékelés alapján 31%-ra minősítették, a Metacriticen pedig 33 kritikus véleménye alapján összesen 48%-ra értékelték.

## Szereplők
| Színész            | Szerep                                        | Magyar hang      |
| ------------------ | --------------------------------------------- | ---------------- |
| Tommy Lee Jones    | Douglas MacArthur tábornok                    | Reviczky Gábor   |
| Matthew Fox        | Bonner Fellers dandártábornok                 | Epres Attila     |
| Masatoshi Nakamura | Konoe Fumimaro herceg, egykori miniszterelnök | Barát Attila     |
| Eriko Hatsune      | Simada Aja                                    | Földes Eszter    |
| Toshiyuki Nishida  | Kadzsima tábornok                             | Berzsenyi Zoltán |
| Kaori Momoi        | Kadzsima Micuko                               | Szórádi Erika    |
| Colin Moy          | Richter tábornok                              | Jakab Csaba      |
| Masayoshi Haneda   | Takahasi                                      | Láng Balázs      |
| Isao Natsuyagi †   | Szekija Teizaburó                             | Szélyes Imre     |
| Takataro Kataoka   | Hirohito japán császár                        |                  |
| Shohei Hino        | Tódzsó Hideki                                 |                  |

## A film készítése
A forgatás 2012 januárjában kezdődött Új-Zélandon.
A jeleneteket az RNZAF Whenuapai bázisán forgatták, és a légierő néhány katonáját statisztaként alkalmazták a filmben.